# 門谷舞
門谷 舞（かどだに まい、1991年7月29日 - ）は、岐阜県高山市出身のハンドボール選手。日本ハンドボールリーグのイズミメイプルレッズ所属。

## 経歴
2014年に日本ハンドボールリーグの広島メイプルレッズへ加入。2014-15年シーズンは全18試合に出場し、シュート率は.730（54/74）を記録した。
2016-17年シーズンはシュート率.794を記録し、シュート率賞を獲得。初のベストセブンに選出された。
2017-18年シーズンは2年連続でベストセブン賞を受賞した。
2018-19年シーズンから主将に就任。

## 詳細情報

### 年度別成績
| 年       | チーム   | 試合 | フィールド 得点 | 率   | 7m    | 合計    | 警告 | 退場 | 失格 |
| -------- | -------- | ---- | --------------- | ---- | ----- | ------- | ---- | ---- | ---- |
| 2014-15  | 広島     | 18   | 54/74           | .730 | 1/1   | 55/75   | 5    | 7    | 0    |
| 2015-16  | 広島     | 12   | 24/38           | .632 | 6/6   | 30/44   | 6    | 4    | 0    |
| 2016-17  | 広島     | 15   | 54/68           | .794 | 8/10  | 62/78   | 3    | 3    | 0    |
| 2017-18  | 広島     | 24   | 69/101          | .683 | 1/2   | 70/103  | 4    | 3    | 0    |
| 2018-19  | 広島     | 24   | 45/106          | .425 | 14/19 | 59/125  | 4    | 2    | 0    |
| JHL：5年 | JHL：5年 | 69   | 246/387         | .636 | 30/38 | 276/425 | 22   | 19   | 0    |

- 各年度の太字はリーグ最高

### タイトル・表彰

#### 日本ハンドボールリーグ
- ベストセブン賞：2回 (2016年・2017年)
- シュート率賞：1回 (2016年)

### 記録

#### 日本ハンドボールリーグ
- フィールドゴール初得点：2014年10月25日、HC名古屋戦（佐伯区スポーツセンター）[5]
- 7mスロー初得点：2014年11月22日、三重バイオレットアイリス戦（東区スポーツセンター）[6]
- 通算200得点：2018年2月4日、プレステージ・インターナショナル アランマーレ戦（八尾市立総合体育館「ウイング」）[7]

### 背番号
- 9 (2014年 - )